# Janinów (Mąkoszyn)
Janinów – zniesiona część wsi Mąkoszyn w Polsce położona w województwie wielkopolskim, w powiecie konińskim, w gminie Wierzbinek.
Miejscowość zniesiono 1 stycznia 2016.
Miejscowość, pojedyncza zagroda śródpolna, położona była, na lewym brzegu Noteci.
W latach 1975–1998 miejscowość należała administracyjnie do województwa konińskiego.